# Schizachyrium pulchellum
Schizachyrium pulchellum är en gräsart som först beskrevs av George Bentham, och fick sitt nu gällande namn av Otto Stapf. Schizachyrium pulchellum ingår i släktet Schizachyrium och familjen gräs. Inga underarter finns listade i Catalogue of Life.